# 인과 집합
인과 집합(영어: causal set)은 양자 중력에 대한 접근으로 시공간이 서로 이산적인 부분 순서 집합이라고 가정한다. 이에 따라 두 시공간의 사건에 대해 선후 관계가 매겨진다.

## 정의
인과 집합 {\displaystyle (C,\preceq )}은 다음 조건을 만족시키는 부분 순서 집합이다.
- 임의의 {\displaystyle x,z\in C}에 대하여, 구간 {\displaystyle \{y\in C\colon x\preceq y\preceq z\}}는 유한 집합이다.

통상적으로 이 부분 순서는 기호 {\displaystyle \preceq }로 나타내고, {\displaystyle x\preceq y\neq x}를 {\displaystyle x\prec y}로 표기한다.

## 기하
인과 집합은 비연속적이어서 다양체의 이론을 그대로 적용하는데 문제가 있다. 하지만 어떤 구조는 여기에도 적용될 수 있다. 이에 대한 전체 내용은 다음을 참고하라.

### 측지선
인과 집합의 원소{\displaystyle x,y\in C\,\!}에 고리는 {\displaystyle x\prec y}이지만 {\displaystyle x\prec z\prec y}를 만족하는 {\displaystyle z\in C\,\!} 가 없는 경우를 말한다.
사슬은 원소의 수열 {\displaystyle x_{0},x_{1},\ldots ,x_{n}} 가 있어서 {\displaystyle i=0,\ldots ,n-1}.
일 때 {\displaystyle x_{i}\prec x_{i+1}}가 만족되는 것을 말한다.
이 사슬의 길이를 {\displaystyle n}라고 하자.
측지선은 두 원소 {\displaystyle x,y\in C}가 고리로만 연결되는 사슬이며 아래 조건을 만족하는 것이다.
1. {\displaystyle x_{0}=x\,\!} 이고 {\displaystyle x_{n}=y\,\!}
2. 사슬의 길이 {\displaystyle n}은 {\displaystyle x\,} 와 {\displaystyle y\,}를 잇는 모든 사슬에 대해 최대다

## 같이 보기
- 인과 구조
- 일반 상대성이론
- 순서론